# Piotr Witold Lech
Piotr Witold Lech (ur. 25 lutego 1966 w Krakowie) – pisarz fantasy, science fiction, tworzący również literaturę obyczajową, historyk, historyk wędkarstwa.

## Życiorys
Z wykształcenia historyk, absolwent Uniwersytetu Jagiellońskiego. Debiutował w 1993 roku zbiorem opowiadań fantasy Dżamis. Tom nie znalazł uznania w oczach części krytyków, lecz inne teksty Lecha zostały przyjaźnie przyjęte przez czytelników.
Opowiadania Lecha były publikowane w czeskich czasopismach Ikarie (1/2000), Dech Draka (6/1998), a także w antologii polskich opowiadań fantastycznych Maladie (Leonardo, 1996). Wydane przez wydawnictwo Leonardo autorskie zbiory opowiadań spotkały się w Czechach z pozytywnym przyjęciem zarówno krytyków, jak i czytelników. Od końca lat 90. jego teksty ukazywały się w Nowej Fantastyce i Fantastyce Wydaniu Specjalnym; Lech pojawia się także na łamach olsztyńskiego magazynu fantastyki SFinks, najczęściej w charakterze autora prozy.
W 2009 roku opublikował książkę popularnonaukową o wojnach Władysława Łokietka z Zakonem Krzyżackim.
W 2020 większość opowiadań publikowanych przez Fantastykę znalazło się w zbiorze pt. „Cieć swojego software’u”, wydanym przez Stalker Books. Kontynuacją tego cyklu jest powieść "Nasz cyberbarokowy sen" wydana także nakładem Stalker Books. To samo wydawnictwo od roku 2020 wydaje cykl „Poliamoria Space Story” (dotąd cztery tomy), którego zakończenie zaplanowano na 2024 r.
W 2024 nakładem wydawnictwa Bibliotekarium, ukazał się zbiór opowiadań obyczajowych pt. "Klub Murakamiego", oraz powieść obyczajowo-fantastyczna "Mężczyzna na wydmach".
Lech jest też działaczem i publicystą wędkarskim, związanym z magazynami „Sztuka Łowienia na sztuczną muchę”, „Wędkarstwo moje hobby” i „Wędkarstwo360”. W 2016 r. i 2020 r. ukazały się jego dwie książki o historii wędkarstwa na ziemiach polskich.

## Twórczość

### Książki
- Dżamis (nakładem autora, Kraków, 1993)[1]
- Twierdza Kozic (PiT, Kraków, 1994)[2]
- Rokhorm z ARON (PiT, 1996)[13]
- Maladie – współautor (Leonardo,1996)[14]
- Jeszcze raz Abhum (Eventus, 1999)[15]
- Wizje Alternatywne 6 – współautor (Solaris, 2009)[16]
- Nanebevzeti Profesora Eberta (Leonardo, Ostrawa, 2008)
- Pierwsza wojna polsko-krzyżacka 1308-1343 (Marpress, 2009)[7]
- Wędkarze Krajowego Towarzystwa Rybackiego w Krakowie 1879 -1950 (Marpress, 2016)[12]
- Wędkarze II Rzeczypospolitej (Wąbrzeskie Zakłady Graficzne, 2020)
- Cieć swojego software’u (Stalker Books, Olsztyn 2020)[8]
- Poliamoria Space Story (Stalker Books, Olsztyn 2021)[17]
- Łzy Koa, Poliamoria 2 (Stalker Books, Olsztyn 2021)[18]
- Serce Hatannen, Poliamoria 3 (Stalker Books, Olsztyn 2021)[19]
- Marsjanka, Poliamoria 4 (Stalker Books, Olsztyn 2022)[20]
- Klub Murakamiego (Bibliotekarium, Bydgoszcz 2024)[21]
- Nasz cyberbarokowy sen (Stalker Books, Olsztyn 2024)[22]
- Mężczyzna na wydmach (Bibliotekarium, Bydgoszcz 2024)
- Świat jest żaden (Bibliotekarium,  Bydgoszcz 2025)

### Opowiadania
- HEXY. (Nowa Fantastyka, 5/1994)
- Bracia. (Złoty Smok, 3/1995)
- Karim Gryf. (Nowa Fantastyka, 6/1998)
- Pielęgniarka. (Nowa Fantastyka, 7/1999)
- CWM. (Nowa Fantastyka, 8/2000)
- Cieć swojego software’u. (Fantastyka – wydanie specjalne, 2/2006)
- Spójrz przed siebie, Joe! (Fantastyka – wydanie specjalne, 2/2007)
- Polecamy czynny wypoczynek. (antologia Wizje Alternatywne 6, 2007)
- Ich cyberbarokowy sen (Fantastyka – wydanie specjalne, 1/2011)
- Olympus trout (Sztuka Łowienia na sztuczną muchę, 5/2014)
- Babciu, módl się za nami (Fantastyka – wydanie specjalne 2/2017)
- Ten z naprzeciwka (Fahrenheit 6/2017)[23]
- Skoczkowie (SFinks, Zima 2021)
- Reedukacja Doskonała (SFinks, Jesień 2021)
- Czerwcowe Słońce (SFinks, Lato 2022)
- I&C (SFinks, Wiosna 2023)